# Intel·ligència de mercat
La intel·ligència de mercat (market intelligence en anglès) és la informació rellevant per a una organització sobre tendències de mercat, competència i seguiment de clients (existents, perduts i orientats), recollits i analitzats específicament amb la finalitat de prendre decisions fiables i segures en la determinació de l'estratègia en àrees com les oportunitats de mercat, l'estratègia de penetració al mercat o el desenvolupament del mercat.
La intel·ligència de mercat inclou el procés de recopilació de dades de l'entorn extern de l'empresa (tant dades existents o informació de fonts secundàries, com d'informació recopilada ad hoc), mentre que el procés d'intel·ligència empresarial es basa principalment en esdeveniments interns enregistrats, com ara vendes, trameses i compres. El propòsit d'incorporar intel·ligència de mercat al procés d'intel·ligència de negoci és proporcionar als decisors una “fotografia més completa” del rendiment corporatiu en curs en un conjunt de condicions de mercat determinades.

## Recopilació de dades d'intel·ligència de mercat
La intel·ligència de mercat necessita informació precisa del mercat que es recopili amb eines i mètodes seleccionats de mercat i intel·ligència competitiva. Per recopilar informació, les empreses poden utilitzar fonts en línia (llocs web de notícies, llocs web d'empreses competidores, bases i fonts de dades secundàries, xarxes socials, canals RSS, etc.), com també poden realitzar enquestes, entrevistes, visitar i analitzar punts de venda de competidors (client misteriós o mistery shopping) o recopilar i comprar dades de diferents fonts.
Les entrevistes i enquestes tradicionals es poden fer internament o mitjançant agències especialitzades. A mesura que es digitalitzen cada vegada més mercats, l'espai d'intel·ligència de mercat ha vist moltes noves eines digitals que les empreses poden utilitzar. Hi ha eines com Google Consumer Survey que permeten a les empreses fer una pregunta als usuaris del web a través de la xarxa publicitària en línia de Google. També hi ha llocs especialitzats que les empreses poden comprar informació d'intel·ligència de mercat i programes d'intel·ligència de mercat com Contify que les empreses poden utilitzar per recopilar i fer seguiment de dades d'Internet.